# Sempervivum ruthenicum
Sempervivum ruthenicum là một loài thực vật có hoa trong họ Crassulaceae. Loài này được Schnittsp. & C.B.Lehm. miêu tả khoa học đầu tiên.